# Noctilucales
Noctilucea, Noctiluciphyceae o Noctilucales es un grupo peculiar de dinoflagelados marinos que difieren de la mayor parte de los demás en que la célula madura es diploide y su núcleo celular no muestra una organización dinocarionte. Las células son muy grandes, con un diámetro de 1 a 2 milímetros y presentan grandes vacuolas. No tienen cloroplastos, por lo que se alimentan de otro plancton y disponen usualmente de un  tentáculo dedicado a la alimentación. Algunas pueden contener algas verdes simbiontes.
Los noctilucales generalmente se reproducen asexualmente, pero la reproducción sexual también ocurre. Cada célula produce numerosos gametos, que se asemejan más a los dinoflagelados típicos sin teca y tienen un núcleo dinocarión. Las evidencias sugieren que constituye un grupo que se ha separado muy tempranamente de los demás dinoflagelados, por lo que generalmente son clasificados en su propia clase.  
La especie más común es Noctiluca scintillans, también llamada N. miliaris. Este organismo, como varios otros dinoflagelados, es usualmente bioluminescente cuando es molestado, y sus grandes floraciones se aprecian a veces como luces que parpadean en el océano.